# لي تان تاي
لي تان تاي (بالفيتنامية: Lê Tấn Tài) هو لاعب كرة قدم فيتنامي في مركز الوسط، ولد في 4 يناير 1984 في محافظة كان هوا في فيتنام. شارك مع منتخب فيتنام تحت 23 سنة لكرة القدم ومنتخب فيتنام لكرة القدم. أما مع النوادي، فقد لعب مع نادي بيكامكس بين دونغ.

## وصلات خارجية
- لي تان تاي على موقع قاعدة بيانات كرة القدم.إي يو (الإنجليزية)
- لي تان تاي على موقع ناشيونال فوتبول تيمز (الإنجليزية)
- لي تان تاي على موقع Soccerway.com (الإنجليزية)
- لي تان تاي على موقع عالم كرة القدم.نت (الإنجليزية)